# 神谷信夫
神谷 信夫（かみや のぶお、1953年7月8日 - ）は日本の生物化学者。大阪市立大学人工光合成研究センター 特別招へい教授、大阪市立大学名誉教授。愛知県半田市出身。専門はタンパク質結晶学。
岡山大学の沈建仁らのグループが作成したタンパク質複合体（PSII pigment-protein complex）の結晶を、SPring-8によるX線照射によって、その立体構造を解析した。

## 経歴
愛知県立半田高等学校を経て、1975年名古屋大学理学部卒業。1980年名古屋大大学院理学研究科博士号取得。1984年高エネルギー物理学研究所客員研究員、1985年理化学研究所研究員。1988年同播磨研究所研究技術開発室室長。2005年から大阪市立大教授。2013年から 大阪市立大学人工光合成研究センター センター所長。

2022年から 大阪公立大学 人工光合成研究センター 特別招へい教授 / 大阪市立大学 名誉教授。

## 受賞歴
- 1996年 日本結晶学会賞
- 2012年 朝日賞（沈建仁と共同）[2]
- 2016年 日本結晶学会 西川賞[3]